# 戀聲情人夢
《戀聲情人夢》（日语：こえ恋）是所著的日本漫畫作品，2015年5月起於《comico》（NHN comico）連載，單行本則由雙葉社出版發行。

## 故事大綱
在高校入學之際，主角吉岡結子因為生病請假一週，身為班長的松原擔心吉岡的狀況而打電話關切。通話中結子被松原清晰迷人的聲音吸引，雖然尚未康復，結子仍堅持隔天上學一探松原的面目，卻發現松原的頭上總是戴著紙袋。

## 登場人物
吉岡結子（吉岡ゆいこ）
故事的主角。
松原春優
結子班上的班長。頭上總是戴著畫著笑臉的紙袋。
兵頭誠
以嚴肅聞名的學生會長。也是被女性碰觸會臉紅的「超純情會長」。

## 出版書籍
- 「戀聲情人夢」（ACTION Comics comicoBOOKS）雙葉社、1冊（2016年6月11日發售）
  1. 2016年6月11日發售[1]，ISBN  978-4-575-84809-0

## 電視劇
電視劇於2016年7月9日（7月8日深夜）起在東京電視台的週五深夜1點深夜電視劇時段播出。

### 演員
- 吉岡結子（吉岡ゆいこ） - 永野芽郁
- 兵頭誠 - 龍星涼
- 加賀谷優一 - 落合扶樹（日语：落合モトキ）
- 西園秋（西園あき） - 大友花戀
- 瀨島涼一 - 櫻田通
- 青山雪 - 水谷果穗
- 綠川玲那 - 唐田英里佳
  - 電視劇登場人物，學園理事長的女兒。
- 高島香織（高島カオリ） - 川榮李奈
  - 電視劇登場人物，結子的情敵。
- 吉岡恭士郎 - 白石隼也
- 吉岡美和子 - 森尾由美
- 松原春優 - 永井響（演員）／櫻井孝宏（配音）

### 工作人員
- 導演 - 平林克理、湯淺弘章、寶來忠昭
- 脚本 - 平林克理、大林利江子、中村能子、三浦直之
- 構成 - 嶋田嬉葉
- 音樂 - 謄本吉宗（日语：フジモトヨシタカ）
- 片頭曲 - 櫻花與菌菇《左胸（日语：ひだりむね）》（株式會社SDR） [3]
- 片尾曲 - 井上苑子《夏戀（日语：ナツコイ (井上苑子の曲)）》（日本環球音樂／EMI Records）
- 總製作人 - 大和健太郎
- 製作人 - 渡邊愛美、淺野由香、田中美幸、里吉優也
- 內容製作人 - 二瓶朔也
- 製作 - 東京電視台、C&I entertainment（日语：C&Iエンタテインメント）
- 製作出品 - 「戀聲情人夢」製作委員會

### 播出日程
| 集數   | 播出日期 | 標題                 | 編劇       | 導演     |
| ------ | -------- | -------------------- | ---------- | -------- |
| 第1話  | 7月9日   | （這是誰的聲音？）   | 平林克理   | 平林克理 |
| 第2話  | 7月16日  | （松原同學的素顏）   | 平林克理   | 平林克理 |
| 第3話  | 7月23日  | （戀愛的預感）       | 三浦直之   | 湯淺弘章 |
| 第4話  | 7月30日  | （真心話）           | 三浦直之   | 湯淺弘章 |
| 第5話  | 8月6日   | （堂堂正正）         | 中村能子   | 寶来忠昭 |
| 第6話  | 8月20日  | （在你的身邊）       | 中村能子   | 寶来忠昭 |
| 第7話  | 8月27日  | （你會笑嗎？）       | 大林利江子 | 平林克理 |
| 第8話  | 9月2日   | （大家的校慶）       | 大林利江子 | 平林克理 |
| 第9話  | 9月9日   | （你的笑容）         | 大林利江子 | 湯淺弘章 |
| 第10話 | 9月16日  | （兩人的距離）       | 大林利江子 | 寶來忠昭 |
| 第11話 | 9月24日  | （想傳達給你的心情） | 大林利江子 | 平林克理 |
| 最終話 | 10月1日  | （心的去向）         | 大林利江子 | 平林克理 |

### 電視台
| 播出地區   | 播出電視台                | 系列           | 播出時間              | 播出時間                         |
| ---------- | ------------------------- | -------------- | --------------------- | -------------------------------- |
| 關東廣域圏 | 東京電視台 （製作電視台） | 東京電視網     | 2016年7月9日－10月1日 | 星期六 0:52 - 1:23（星期五深夜） |
| 北海道     | TV北海道                  | 東京電視網     | 2016年7月9日－10月1日 | 星期六 0:52 - 1:23（星期五深夜） |
| 大阪府     | 大阪電視台                | 東京電視網     | 2016年7月9日－10月1日 | 星期六 0:52 - 1:23（星期五深夜） |
| 福岡縣     | TVQ九州放送               | 東京電視網     | 2016年7月9日－10月1日 | 星期六 0:52 - 1:23（星期五深夜） |
| 和歌山縣   | 和歌山電視台              | 獨立局         | 2016年7月24日－       | 星期六 23:30 - 隔日0:00          |
| 福島縣     | TVU福島                   | TBS系列        | 2016年9月3日－        | 星期六 1:25 - 1:55（星期五深夜） |
| 岩手縣     | 岩手可愛電視台            | 富士電視台系列 | 2016年9月3日－        | 星期六 1:35 - 2:05（星期五深夜） |
| 愛知縣     | 愛知電視台                | 東京電視台系列 | 2016年9月16日－       | 星期五 1:00 - 1:30（星期四深夜） |

| 網站   | 更新時間                       | 備註                   |
| ------ | ------------------------------ | ---------------------- |
| comico | 星期六 1:23 更新（星期五深夜） | 全劇於付費視頻網站播出 |

## 外部連結
- こえ恋｜どーるる｜comico （页面存档备份，存于） （日語）
- こえ恋｜テレビ東京 （页面存档备份，存于） （日語）
- 【公式】ドラマ「こえ恋」的X（前Twitter） （日語）

| 日本東京電視台 週六00:52至01:23（週五24:52至25:23） | 日本東京電視台 週六00:52至01:23（週五24:52至25:23） | 日本東京電視台 週六00:52至01:23（週五24:52至25:23） |
| --------------------------------------------------- | --------------------------------------------------- | --------------------------------------------------- |
|                                                     | 戀聲情人夢 （2016年7月9日 - 2016年10月1日）         |                                                     |
| 也讓我有點小執著 （2016年4月9日 - 2016年6月18日）   | 只想住在吉祥寺嗎? （2016年10月15日－12月24日）      |                                                     |